# Anthropic
- アンスロピック[注釈 1]
- アンソロピック[注釈 2]

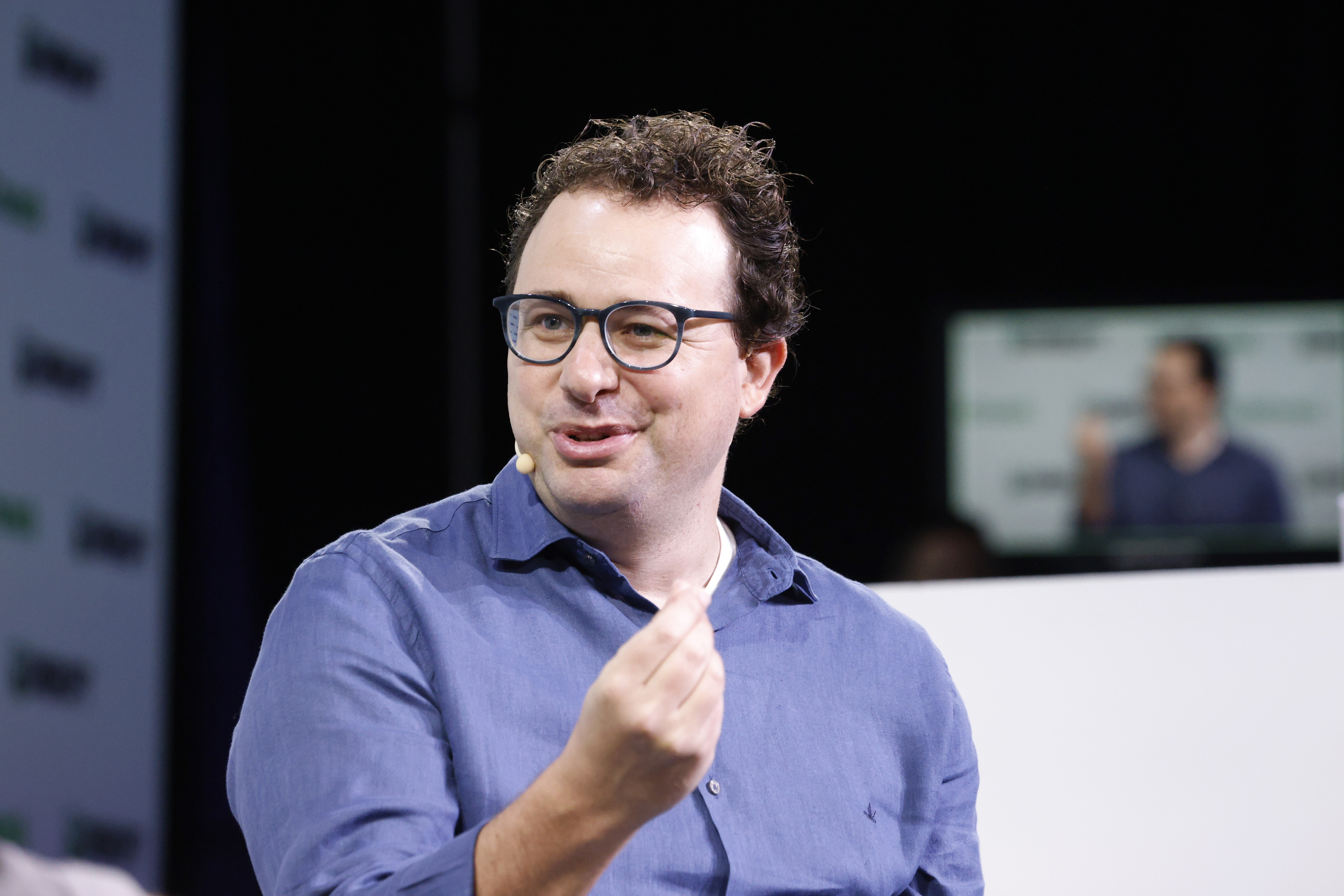
ダリオ・アモデイ

Anthropic（アンスロピック、アンソロピック）とは、OpenAIの元メンバーによって設立されたアメリカの人工知能（AI）のスタートアップ企業および公益法人である 。
Anthropic は、責任あるAIの使用を企業理念とし、汎用人工知能（AGI）を研究している。大規模言語モデル（LLM）であるClaudeを公開しており、OpenAIのChatGPT、GoogleのGemini、xAIのGrokと競合している。 
Amazonは累計80億ドルを出資し、Googleは5億ドル出資（さらに追加で15億ドル出資していく）している。その他、様々なベンチャーキャピタルなどから出資を受けている。

## 沿革

### 2021年
- 2021年1月、OpenAIの研究担当副社長を務めていたダニエラ・アモデイ（英語版）とダリオ・アモデイの兄妹を含むOpenAIの元従業員7名によって設立された[23][24][25]。

### 2022年
- 2022年4月、5億8000万ドルの資金提供を受けたと発表[26]。この資金のうち5億ドルはサム・バンクマン＝フリードが率いるFTX社からのものであった[27]。
- 2022年の夏、Claudeの最初のバージョンのトレーニングを終えたが、社内で追加の安全性テストが必要であることと、AIの開発競争が激化することによるリスクを避けたいと言及し、リリースしなかった[28]。

### 2023年
- 2023年2月、テキサスに拠点を置くAnthrop LLCから登録商標「Anthropic A.I.」の使用で訴えられた[29]。
- 2023年3月14日、Claude 1をリリース。Notion、Quora、DuckDuckGo などがクローズドαで使用していた[30]。
- 2023年7月11日、Claude 2をリリース[31]。
- 2023年9月25日、AmazonはAnthropicとの提携を発表し、12.5億ドルを出資して少数株主となり、合計40億ドルの出資を計画[19]。取引の一環として、Amazon Web Services（AWS）主要なクラウドプロバイダーとして使用し、AWSの顧客がそのAIモデルを利用できるようにした。
- 2023年10月27日、GoogleはAnthropicに5億ドルを出資し、さらに15億ドルの追加出資を約束した[21]。

### 2024年
- 2024年3月4日、Claude 3をリリース[32]。
- 2024年3月27日、AmazonはAnthropicにさらに27.5億ドルを追加出資し、累計40億ドル出資した[33][19]。
- 2024年6月21日、Claude 3.5をリリース[34]。
- 2024年11月、AmazonはAnthropicに新たな40億ドルの出資（これまでの総出資額は80億ドル）を発表した。Anthropicの大規模言語モデルのトレーニングと実行にAmazonのAIチップの使用を増やす契約も含まれている[20]。大規模言語モデル（LLM）と外部ツールや外部データソースとを結ぶ標準化されたインタフェースを提供するオープンソースなプロトコルであるモデルコンテキストプロトコル（英: Model Context Protocol, MCP）を発表した[35]。
- 2024年、Jan Leike、John Schulman、Durk KingmaなどOpenAIから著名な従業員を数人採用した。[36]

## 経営陣
| 役職                  | 名前                     |
| --------------------- | ------------------------ |
| 最高経営責任者        | ダリオ・アモデイ         |
| 普通株主の代表        | ダニエラ・アモデイ       |
| シリーズA株主の代表者 | ルーク・ミュールハウザー |
| シリーズC株主の代表者 | ヤスミン・ラザヴィ       |

## 出資
| 出資者                    | 金額          |
| ------------------------- | ------------- |
| Amazon.com                | 80億ドル      |
| Google                    | 20億ドル      |
| Menlo Ventures            | 7億5000万ドル |
| Wisdom Ventures           |               |
| Ripple Impact Investments |               |
| Factorial Funds           |               |

## プロジェクト

### Claude
OpenAIのChatGPTに関与した元研究者で構成されたAnthropicは、Claudeという名前の独自のAIチャットボットの開発を始めた。 ChatGPTと同様に、Claudeはユーザーが質問やリクエストを送信し、非常に詳細で関連性の高い応答を受け取ることができるユーザーインターフェースを備えている。

### Interpretability research
Transformerアーキテクチャに焦点を当てた、機械学習システムのInterpretability researchに関する研究も発表した。

## 脚註